# 科雷万 (新西伯利亚州)
科雷万（羅馬化：Kolyvanʹ）是俄罗斯新西伯利亚州的工人村（市级镇）、科雷万区行政中心，地处新西伯利亚州东部，位于鄂毕河流域恰乌斯河（Чаус）畔，在州府新西伯利亚北偏西方。
该地2021年人口有12,251人；2010年人口11,842；2002年人口10,947；1989年人口10,589。